# Alter reicher gelber Löwe

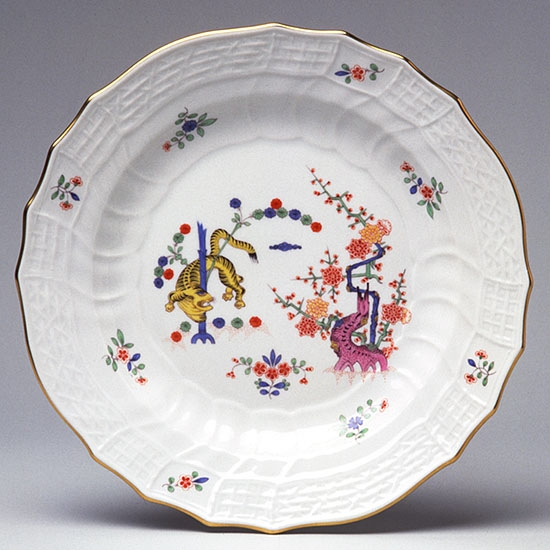
Teller mit dem Dekor Gelber Löwe, Relief Neu-Brandenstein

Der Dekor Alter Reicher Gelber Löwe (oder kurz Gelber Löwe) ist ein indisches Dekor in bunter Aufglasurmalerei auf Meißener Porzellan, der nach ostasiatischem Vorbild gestaltet wurde. Mit ihm wurde 1728 das erste für den sächsischen Hof hergestellte Tafelservice dekoriert. Die historische Bezeichnung des Dekors ist irreführend, denn der gelbe Löwe als eines der Hauptmotive ist eigentlich ein gelber schwarzgestreifter Tiger, der um einen abgebrochenen blauen Bambusstamm schleicht. Die neben dem großen Bambus bogig aufstrebenden Bambusschösslinge tragen in ähnlichen japanischen Dekoren Blattrosetten, die im Meißener Dekor zu Strahlenblüten werden. Einzelne Blüten- und Blattgruppen deuten Bodenbewuchs an.